# همه‌گیرشناسی جانوری
همه‌گیرشناسی جانوری (انگلیسی: Epizootiology) یا اپیدمیولوژی دامپزشکی، شاخه‌ای از علوم دامپزشکی است که به مطالعه الگوها، علل و اثرات بیماری‌ها در جمعیت‌های حیوانی می‌پردازد. این دانش با استفاده از روش‌های آماری و تحلیلی، به شناسایی عوامل خطر، زنجیره انتقال و راهکارهای کنترل بیماری‌های واگیر و غیرواگیر در حیوانات اهلی، وحشی و آبزیان می‌پردازد.

## مفاهیم کلیدی
- میزان حمله (Attack Rate): درصد حیوانات مبتلا در جمعیت در معرض خطر طی دوره مشخص
- نرخ شیوع (Prevalence): نسبت حیوانات مبتلا در زمان معین
- اپیدمیولوژی مولکولی: استفاده از تکنیک‌های ژنتیکی مانند توالی‌یابی ژنوم برای ردیابی منشأ بیماری‌ها[۳]
- مدل‌سازی ریاضی: پیش‌بینی گسترش بیماری‌هایی مانند تب برفکی با استفاده از الگوریتم‌های کامپیوتری

## کاربردها
1. کنترل بیماری‌های مشترک: نظارت بر بیماری‌های زئونوزیک مانند هاری و تب کریمه-کنگو
2. مدیریت همه‌گیری‌ها: طراحی برنامه‌های واکسیناسیون برای بیماری‌های ویروسی مانند آنفلوانزای پرندگان
3. اقتصاد دامپزشکی: محاسبه خسارت اقتصادی ناشی از شیوع بیماری‌هایی مانند طاعون نشخوارکنندگان کوچک
4. حفاظت از تنوع زیستی: بررسی تأثیر بیماری‌ها بر جمعیت گونه‌های در معرض خطر مانند یوزپلنگ آسیایی

## روش‌های تحقیق
- مطالعات مقطعی (Cross-sectional)
- مطالعات کوهورت (Cohort)
- مطالعات مورد-شاهدی (Case-Control)
- سیستم‌های نظارت فعال/غیرفعال
- تحلیل فضایی با GIS

## چالش‌های معاصر
- ظهور بیماری‌های نوپدید با منشأ حیات وحش (مانند کووید-۱۹)[۴]
- مقاومت ضد میکروبی در دام‌ها
- تغییرات اقلیمی و گسترش ناقلین بیماری‌ها
- محدودیت داده‌های اپیدمیولوژیک در کشورهای در حال توسعه

## تاریخچه
اولین گزارش‌های مستند از بررسی‌های اپیدمیولوژیک در جانوران به سدۀ ۱۸ و مطالعات جیووانی ماریا لانسیسی بر روی طاعون گاوی در ایتالیا بازمی‌گردد. در سدۀ ۲۰، گسترش واکسن‌ها و آنتی‌بیوتیک‌ها موجب تحول در رویکردهای کنترل بیماری‌های دامی شد.